# Факовичи
Факовичи (серб. Факовићи / Fakovići) — село в общине Братунац Республики Сербской Боснии и Герцеговины. Население составляет 119 человек по переписи 2013 года.

## География
Факовичи находятся в 23 километрах от Братунаца и стоят на реке Дрина. Занимаемая площадь — 750 гектаров.

## История
Факовичи печально прославились 5 октября 1992, когда мусульманскими боевиками из Сребреницы были убиты 25 сербов прямо в своих домах. В ходе нападения были сожжены все дома, а большая часть имущества разграблена. Останки убитых похоронены на различных кладбищах Братунаца, Любовии и Баины-Башты.

## Культура
Факовичи являются наиболее часто посещаемым селом в общине Братунац каждое лето благодаря части Дринского побережья, известной под именем Орашняк. Каждое лето с 2007 года там проводится Братунацкая регата под названием «Дринский слалом» (одноимённая регата проходит в Сербии в Любовии с 2002 года). В регате ежегодно участвуют 50 лодок, протяжённость маршрута составляет около 20 км до Братунацкого мотеля или границы Республики Сербской с Сербией.